# Hansestadt Bremisches Hafenamt

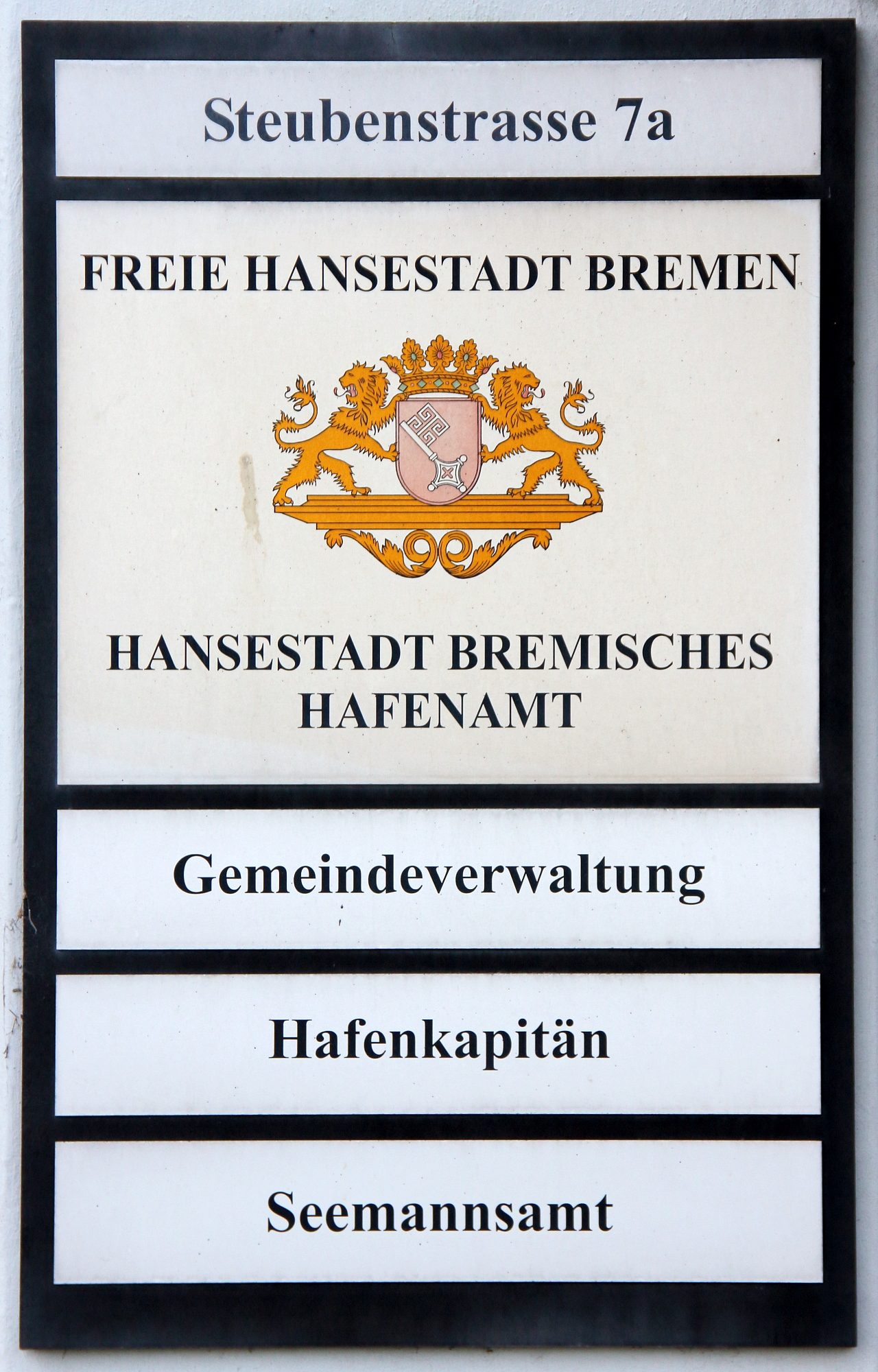
Schild des Hansestadt Bremischen Hafenamtes in Bremerhaven

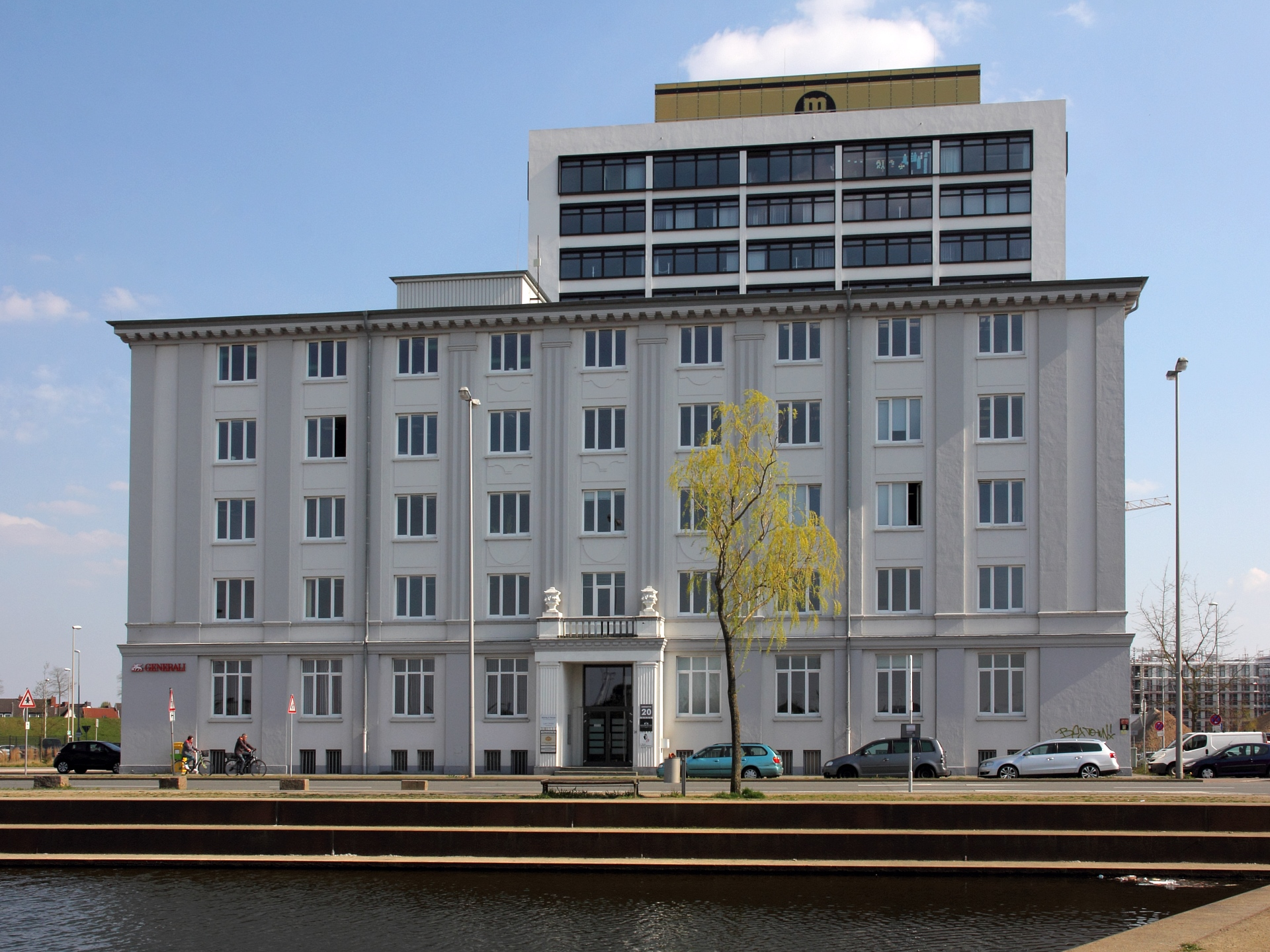
Überseetor 20 in Bremen. Das HBH befindet sich im 3. und 4. Obergeschoss.

Das Hansestadt Bremische Hafenamt (HBH) ist die Hafenbehörde für Bremerhaven und Bremen. Sie ist für hafenbezogene hoheitliche Aufgaben in den Häfen im Land Bremen zuständig. Die beiden Dienstsitze befinden sich in der Steubenstraße 7a in Bremerhaven und in der Straße Überseetor 20 Ecke Hafenstraße 55 in Bremen. Die Amtsleitung liegt seit 2002 beim Hafenkapitän. Das war bei Gründung des Amtes 1998 Andreas Mai und ist seit dem 1. Mai 2021 Stephan Berger.

## Aufgaben und Struktur
Das HBH regelt die Schiffsverkehrslenkung im Hafenbereich, ist für die Sicherheit im Hafen und die Gefahrenabwehr zuständig und regelt die Zulassung von Serviceanbietern zu sicherheitsrelevanten Dienstleistungen (Lotsendienste etc.). Das Amt übernimmt Aufgaben des Seemannsamtes und für das stadtbremische Überseehafengebiet in Bremerhaven zusätzlich der Gemeindeverwaltung (Aufgaben nach dem Ortsgesetz über Ortsämter und Beiräte).
Es gibt drei Abteilungen. Neben der Verwaltung gibt es die beiden Hafenbehörden Bremerhaven und Bremen. Neben der internen Verwaltung ist die Verwaltung auch zuständig für hafenbehördliche Angelegenheiten sowie die Gemeindeverwaltung im stadtbremischen Überseehafengebiet. Die Hafenbehörden sind jeweils unterteilt in Hafenbetrieb, Hafensicherheit und Gefahrenabwehr.
Nachdem seit etwa 2013 die Aufgaben der Gemeinde-, Bau- und Umweltverwaltung an die zuständigen senatorischen Dienststellen zurückübertragen worden sind, nimmt das HBH die Aufgabe Hafenbehörde/Hafenkapitän sowohl für Bremerhaven als auch Bremen wahr. Diese Aufgaben umfassen, wie seit 1827, die Gewährleistung der Sicherheit und Leichtigkeit des Schiffsverkehrs in den bremischen Häfen. Dies umfasst auch Tätigkeiten im Bereich von Gefahrguttransporten, der Arbeitssicherheit, des Umweltschutzes, der Schleusensteuerungen, der Zulassung von Schlepp- und Vertäuunternehmen und des Hafenlotswesens.
Neben den eingangs erwähnten Dienstsitzen verfügt das HBH über Betriebsgebäude, so z. B. an der Fischereihafen-Doppelschleuse, der Kaiserschleuse und der Nordschleuse in Bremerhaven und der Schleuse Oslebshausen in Bremen.

## Geschichte
In den 1980er Jahren existierten im Land Bremen drei Behörden mit Aufgaben in der Hafenverwaltung. Es waren das Hafenamt Bremen, das Hafenbauamt Bremen und das Hansestadt Bremische Amt (HBA) in Bremerhaven. Der Senat beschloss 1988 eine Reorganisation der Hafenverwaltung durchzuführen. Personalkosten sollten eingespart werden. Etwa zwei Drittel des Personals war in Bremerhaven tätig, ein Drittel in Bremen. Angesichts der in Relation zu den Häfen in Bremerhaven nachlassenden Bedeutung der Bremer Häfen traf der Personalabbau vorrangig die Ämter in Bremen. In einem ersten Schritt wurden zum 1. April 1991 die beiden in Bremen angesiedelten Ämter zum Hafenamt Bremen zusammengelegt. Zum 1. August 1998 wurde in einem weiteren Schritt das Hafenamt Bremen und das HBA in Bremerhaven zum Hansestadt Bremischen Hafenamt zusammengelegt. Es gab zunächst zwei Behördenleiter, Hinrich Gravert (zuvor Leiter des HBA) und Wolfgang Meyer (Bremen). Die Aufgaben des Hafenkapitäns bildeten nur einen Teil des gesamten Aufgabenspektrums der Behörde.
Im Rahmen der weiteren Reformen zur Aufgabenneuordnung wurde die bremenports GmbH & Co. KG zum 1. Januar 2002 gegründet. Dieser privatwirtschaftlich organisierten Hafenmanagementgesellschaft wurden aus dem bisherigen Aufgabenspektrum des HBH die Entwicklung, der Ausbau und die Instandhaltung der Bremer Häfen und der Häfen in Bremerhaven übertragen. Beim HBH verblieben die dem Hafenkapitän zugeordneten nautischen und hoheitlichen Aufgaben.
Hamburg hat in der Frage der Reorganisation der Hafenverwaltung eine andere Lösung gewählt. Dort wurde 2005 mit der Hamburg Port Authority eine Anstalt öffentlichen Rechts gebildet, in der die zuvor getrennte Aufgabenwahrnehmung gebündelt wurde.